# Gaston Roussel (industriel)
 (juin 2019).
Si vous disposez d'ouvrages ou d'articles de référence ou si vous connaissez des sites web de qualité traitant du thème abordé ici, merci de compléter l'article en donnant les références utiles à sa vérifiabilité et en les liant à la section « Notes et références ».
Pour les articles homonymes, voir Roussel et Gaston Roussel (homonymie).
Gaston Roussel, né le 1er décembre 1877 à Auxonne et mort le 8 janvier 1947 à Boulogne-sur-Seine, est un vétérinaire, puis docteur en médecine, industriel et chef d'entreprise français.

## Carrière
Né à Auxonne, où son père, Julien Roussel, est un vétérinaire qui s'occupe des chevaux de l'importante garnison militaire et où sa mère est chapelière tenant une boutique, Gaston fait partie d'une fratrie de trois enfants, avec Emma sa sœur aînée et Suzanne, sa sœur cadette. Brillant élève, mais assez indiscipliné, il fait ses études au Lycée Carnot de Dijon, quand ses parents s'installent dans cette ville, notamment pour assurer les soins de la petite Suzanne qui meurt de tuberculose à l'âge de 18 ans. Suivant les traces de son père, il entame des études pour être vétérinaire. Diplômé de l'école vétérinaire de Lyon en 1903, il part vivre à Paris où, tout en exerçant la profession de vétérinaire, il prépare un diplôme de médecine.
En 1909, il obtient son diplôme de médecin en présentant une thèse de fin d'étude sur la syphilis du lapin.
Il découvre les propriétés du sérum de lapin et démontre que ce sérum peut revivifier des personnes anémiées. Devant soigner des personnes faibles et peu résistantes aux maladies, il démontre que le sérum de lapin, régénéré après une première saignée, peut renforcer les défenses immunitaires humaines, ce sérum ayant des propriétés hémopoïétiques et hémostatiques.
Docteur en médecine mais également vétérinaire, Gaston Roussel soignait les chevaux des omnibus parisiens dont Romainville était la cité dortoir, et il s'aperçoit, l'expérience aidant, que le sérum obtenu des chevaux a le même effet que le sérum de lapin, mais surtout qu'il peut être obtenu en grande quantité.
Aussi, le Docteur Roussel crée à Romainville en 1911 un petit laboratoire pour l'exploitation du sérum de cheval provenant d'une seconde saignée, donc régénéré.
Il y est produit un médicament apte à combattre l'anémie, la tuberculose et les hémorragies, sous forme d'ampoules buvables et de comprimés, dénommé "Hémostyl".
- L'Hémostyl est présenté au corps médical en 1911 et inscrit en 1914 au premier Dictionnaire des spécialités pharmaceutiques, publié par Vidal.
- 1914, Gaston Roussel est envoyé sur le front comme médecin auxiliaire
- 1917, se voit affecté à Rueil-Malmaison pour soigner les Troupes coloniales atteints de paludisme.
- Création le 3 août 1920, de L'Institut de Sérothérapie Hémopoïétique' en association avec les vétérinaires Albert Caldairou et Alfred Lindeboom.
- Fondation en 1922, des Laboratoires de Proxytases, qui préparent des extraits de différents organes équins, et qui produiront plus tard pour l'entreprise de l'insuline et de la vitamine B12.
- 1927, acquisition des Laboratoires GOBEY du pharmacien Gabriel Beytout, qui exploitent des sirops et laxatifs et un antiseptique urinaire, l'Uroformine, et un anti-infectieux, la Pyroformine.
- Création en 1928, des Laboratoires Français de Chimiothérapie à Paris et de la Société Usines Chimiques des Laboratoires Français (l'UCLAF), dont la première usine est édifiée à Romainville, sur un terrain voisin de celui où se prépare l'Hémostyl.

À son décès à 69 ans, en 1947, la société qu'il a fondé est la première industrie pharmaceutique française.

## Famille
Le 14 avril 1903, il épouse Berthe Truchetet a Dijon et ils ont deux filles; Colette et Claudine.
En avril 1922, il épouse Germaine Damblat, de vingt ans sa cadette, fille d'une famille originaire de Castelnau-d'Auzan œuvrant dans le négoce de l'eau-de-vie d'armagnac.
Il laisse trois enfants.
De son union avec Berthe Truchetet :
- Colette Roussel, épouse Béraut, décédée en 1937 ;
- Claudine Roussel, épouse André Hubin ;

Puis, de son union avec Germaine Damblat :
- Jean-Claude Roussel (1922-1972) : âgé de 24 ans au décès de son père, diplômé pharmacien, il reprend la direction du groupe pharmaceutique qui deviendra Roussel-Uclaf ;
- Henri Julien Gaston Roussel (1930-1996), administrateur et co-président des laboratoires Roussel, époux de Francine Grinda (1930-1987, petite-fille d'Édouard Grinda), parents de Christine Roussel (née en 1951, épouse de Jean d'Albert de Luynes, 12e duc de Luynes) et de Thierry Roussel (en) (né en 1953, quatrième époux de Christina Onassis, parents d'Athina Onassis).